# Monterozzi
Monterozzi je velika etruščanska nekropola, primjer pogrebnih običaja od 9. do 1. st. pr. Kr. i izravan svjedok vrhunca etruščanske kulture kao najranije urbane civilizacije sjevernog Sredozemlja, koja je prethodila rimskoj. 
Ova nekropola grada Tarkvinije (etruščanski: Tarchnal) je remek-djelo kreativnosti i genijalnosti Etruščana. Neke su grobnice monumentalne, isklesane iz žive stijene i zatvorene impresivnim tumulima (grobnim humcima). Mnoge imaju isklesane unutarnje zidove, dok druge imaju zidne slike izvanredne kvalitete. Zbog toga su, zajedno s onima grada Cerveteri (Banditaccia), upisane na UNESCO-ov popis mjesta svjetske baštine u Europi 2004. godine.
Nekropola se sastoji od 6000 grobova uisklesanih u stijeni, a slavna je po njih 200 koje su potpuno oslikane iznutra. Najstarija oslikana grobnica je iz 7. st. pr. Kr. Tarkvinijske zidne slike velikih dimenzija su iznimne zbog svojih formalnih kvaliteta, ali i zbog svog sadržaja jer prikazuju sva područja života, smrti i religijskih vjerovanja drevnih Etruščana. Jedinstveno svjedočanstvo života ove izgubljene civilizacije.

## Povijest
Tarkvinija je već bila uspješan grad kada je Demarat Korintski doveo grčke obrtnike. Bio je prijestolnicom Saveza dvanaest etrurskih gradova i u najranijoj povijesti Rima spominje se kao dom dvaju kraljeva, Lucija Priska i Lucija Superbusa. Vjeruje se kako iz Tarkvinije potječe većina rimskih vjerskih običaja i ceremonija.
Nakon što su Rimljani svrgli Tarkvinija Oholog, građani Tarkvinije i Veiija su pokušali da ga vrate na tron. Godine 358. pr. Kr. Tarkvinijci su uhvatili i pogubili 307 rimskih vojnika, nakon čega je uslijedio 50-godišnji rat s Rimom koji je završio 40-godišnjim mirom 308. pr. Kr. Rimljani su naposljetku pokorili Tarkviniju, i iako se ne zna točno kada, poznato je da je 181. pr. Kr., njena luka Graviscae (današnja Porto Clementino) već bila rimskom kolonijom. Iz Tarkvinije se izvozilo vino i koralji, ali nije bila osobito važno mjesto u rimsko doba, i polako je zarasla u okolna brda. Spominje se tek 456. godine kao rodno mjesto jednog biskupa.

## Poveznice
- Etruščanska umjetnost

## Vanjske poveznice
- Službene stranice Monterozzija